# Гравуа-Міллс (Міссурі)
Гравуа-Міллс (англ. Gravois Mills) — селище (англ. village) в США, в окрузі Морган штату Міссурі. Населення — 129 осіб (2020).

## Географія
Гравуа-Міллс розташована за координатами 38°17′58″ пн. ш. 92°49′30″ зх. д. / 38.29944° пн. ш. 92.82500° зх. д. (38.299525, -92.824996).  За даними Бюро перепису населення США в 2010 році селище мало площу 2,13 км², з яких 1,92 км² — суходіл та 0,21 км² — водойми.

## Демографія
Згідно з переписом 2010 року, у місті мешкали 144 особи в 59 домогосподарствах у складі 33 родин. Густота населення становила 68 осіб/км².  Було 108 помешкань (51/км²).
Расовий склад населення:
| - 93,1 % — білих - 1,4 % — корінних американців - 1,4 % — чорних або афроамериканців |

До двох чи більше рас належало 3,5 %. Частка іспаномовних становила 4,9 % від усіх жителів.
За віковим діапазоном населення розподілялося таким чином: 21,5 % — особи молодші 18 років, 58,4 % — особи у віці 18—64 років, 20,1 % — особи у віці 65 років та старші. Медіана віку мешканця становила 46,0 року. На 100 осіб жіночої статі у місті припадало 94,6 чоловіків;  на 100 жінок у віці від 18 років та старших — 82,3 чоловіків також старших 18 років.
Середній дохід на одне домашнє господарство  становив 27 357 доларів США (медіана — 32 566), а середній дохід на одну сім'ю — 19 467 доларів (медіана — 14 632). Медіана доходів становила 22 500 доларів для чоловіків та 21 161 долар для жінок. За межею бідності перебувало 58,8 % осіб, у тому числі 91,1 % дітей у віці до 18 років та 30,0 % осіб у віці 65 років та старших.
Цивільне працевлаштоване населення становило 41 осіб. Основні галузі зайнятості: мистецтво, розваги та відпочинок — 51,2 %, роздрібна торгівля — 19,5 %, виробництво — 9,8 %, будівництво — 9,8 %.